# كايدو (ون بيس)
 كايدو ملك الوحوش هو أحد شخصيات انمي ومانغا ون بيس، وهو أحد اليونيكو الاربعة، ووفقا لما قال ترافلجار لاو بأن كايدو هو «أقوى مخلوق»

و قد ذُكر اسم كايدو أول مرة من قبل الشيشيبوكاي السابق «جيكو موريا» قبل ان يقوم بسرقة ظل لوفي بقليل، وقد ظهر لقبه كيونيكو بعد ان هزم لوفي موريا، وكايدو أحد الأباطرة الأربعة الأقوياء في ون بيس.

## مظهره
كايدو هو مخلوق ضخم جدا بشكل لا يصدق وذو عضلات كبيرة جدا، وهو ثلاث اضعاف ارتفاع القرصان يوستاس كيد الذي يبلغ طوله 205 سم (6.9 قدم)، وكايدو هو عاري الصدر وتوجد ندبة كبيرة على صدره بشكل الصليب، ووشم يشبه جداول الزواحف على ذراعه اليسرى، مع جمجمة بإنخفاض الساعد، وكايدو يمتلك وجه طبيعي حيث لديه انف معقوف مع شفاه سميكة، ويبدو ان كايدو في نهاية الاربعين من عمره أو في منتصف الخمسينات، وهو يمتلك شوارب طويلة جدا بشكل غير معقول وشعره طويل بنسبة كبيرة حيث يغطي جزء من ظهره وكتفاه، وهو يمتلك لحية طويلة قليلا، ولديه قرون كبيرة الحجم وهي منحنية من الجانبين، ويرتدي كايدو حبل سميك جدا بدل الحزام، وايضا يضع سوار حديدي في يده وفيه مسامير ضخمة، وكايدو يشبه بشكل واضح أورز وليتل أورز (أورز الصغير) وذلك بسبب الشعر الكبير الطويل الذي يمتلكه والضخامة والقرنان الكبيران، وهو يشبه في صورته «آفالو بيزارو».

## شخصيته
الذي يبدو واضحا على كايدو بأنه محارب شرس جدا ولا يسمح بأحد ان يفلت من بين يديه، ويبدو انه متحمس للقتال، وايضا هو مستعد ليشعل حرب بالعالم والحكومة ولكنه دنيوي أيضا، وقد كان هذا التهور الذي يمتلكه كايدو سبب بأن يحاول الانتحار عدة مرات وثم أصبح هوايته ولكنه لا يستطيع الموت، وهو أيضا بدون رحمة وليس مفتوحا للمفاوضات والاعذار، مما يجعله غير قابل للإستفزاز أو كلام البعض الغير مهم، وذلك يبدو عندما تورط الشيشيبوكاي أحد نبلاء العالم دونكيهوت دوفلامنجو الذي كان خائفاً جدا من كايدو، وذلك عندما كان دوفلامنجو يخشى بعدم مقدرته على انهاء الصفقة الوحيدة التي عقدها كايدو معه بعد ان قام ترافلجار لاو بأخذ سيزر كلاون كرهينه، وأحد طاقم كايدو قال بأن كايدو قد غضب جدا عندما علم بتفجر مصنع سمايل، وقال سكوتش بأن جزيرة كايدو المفضلة هي جزيرة فصل الشتاء التي يحرسها السايبورغ ويزورها القرصان القوي إكس درايك، ويبدو بأن كايدو يهتم قليلا بطاقمه خصوصا انه غضب عندما علم بأن سكوتش قد تعرض للهجوم.

## علاقاته

### طاقمه
معظم علاقة كايدو بطاقمه غير معروفة، لكن على ما يبدو بأنهم يحترموه كثيرا كما قال عنه سكوتش ب«كايدو ساما» ليظهر إحترامه.

### حلفائه
إكس درايك

و قيل بأن إكس درايك كان مهتما جدا بأن يرى كايدو، خصوصا بأنه قد إثار رضى سكوتش بزيارته لجزيرة فصل الشتاء، وقد أصبح درايك أحد التابعين لكايدو والمرؤوسين منه، وقد قام كايدو بقتال درايك بطلب من الاخير لكي يختبر قوته.

دونكيهوت دوفلامنجو وسيزر كلاون

دوفلامنجو وسيزر كلاون هما وكيلا كايدو في السوق التي تتنج كميات كبيرة من غاز SAD ويقدمها لدوفلامنجو، وهي تقوم بصنع فواكهة الشيطان في مصنع السمايل والتي تباع بواسطتهما إلى كايدو لكي يكون جيشا كاملا من أكلة فاكهة الشيطان ينادون ب"gifters" لغزوا العالم، ومع ذلك فلا تبدو علاقتهم جيدة خصوصا بعد ان قال لاو بأن كايدو سوف يقتل دوفلامنجو ان لم يوفر له الكمية المطلوبة من فواكهة الشيطان، وقد أظهر دوفلامنجو خوفاً كبيراً من كايدو حيث انه إذا كشف امره سيضطر للتعامل مع غضب كايدو.

### الأعداء
جيكو موريا

قد كان كايدو في عداء كبير مع الشيشيبوكاي السابق جيكو موريا، وقد تقاتل الاثنان في العالم الجديد، وفي النهاية انتصر كايدو وقام بهزم جميع طاقم موريا، وهذا اثر على موريا كثيرا دعاه يخطط للأنتقام من كايدو والعودة إلى العالم الجديد بواسطة جيش كامل من الزومبي.
شانكس

كان شانكس وكايدو هما الاثنان من اليونيكو ولكنهما غير متحالفان، ويبدو انهما ليسا في عداء في الظروف العادية، ولكن عندما كان كايدو ذاهب للتدخل في حرب المارينفورد تصدى له شانكس، ولم يثبت حتى الآن إن كان شانكس قد تصدى له بطريقة سلمية أم بالقتال.

## قوته وقدراته
بصفته أحد اليونيكو الاربعة فكايدو أحد أقوى قراصنة العالم، وهو يمتلك النوع «زون الأسطورية» وقد حاول قتل اللحية البيضاء الشيء الذي لا يجرئ أحد على القيام بذلك، وقد تقاتل مع شانكس، وأيضا قد كان في حرب مع الشيشبوكاي السابق جيكو موريا وأنتصر، وأن منصب اليونيكو بحد ذاته دليل على قوته الهائلة جدا، وقد قال غوروسي بأنه أحد القلائل الذين يستطيعون هزيمة مارشال دي تيتش.
يمتلك كايدو فاكهة من نوع زون التي تمكن كايدو من التحول إلى تنين ضخم له القدرة على نفث اللهب من فمه واحراق كل شيء.

و فقا لما قال لاو بأن كايدو هو أقوى مخلوق في العالم وهو لا يعتبر انسان، والدليل الآخر على قوة كايدو الهائلة، أنه تم القبض عليه 18 مرة وتعذيبه، وقد طبق عليه حكم الإعدام اربعين مرة ولكنه لم يمت، وايضاً تمكن كايدو من اغراق 9 سفن حربية، وأيضا حاول الانتحار عندما قفز من جزيرة السماء بأرتفاع 10.000 متر وسقط للأرض مما ادى إلى هزة ارضية هائلة اغرقت سفينة ضخمة قريبة، وظهر بدون أي خدش وأصبح الانتحار هوايته المفضلة

و مثل بقية اليونيكو كايدو يمتلك مجموعات كبيرة وأساطيل من القرصانه تحت امرته، ولديه في طاقمه 500 مستخدم فاكهة شيطان اصطناعيه من نوع (zon)

## تاريخه

### ماضيه
خلال حياة كايدو سابقا، تمت هزيمته سبع مرات وسجن ثماينة عشر مرة من قبل اليونيكو وقوات البحرية، وقد تم اعدامه اربعين مرة ولكنه لم يمت حيث تمكن من إغراق 9 سفن بحريه.

و في أحد المرات قبل عشر سنوات، خاض كايدو معركة مع الشيشبوكاي جيكو موريا في العالم الجديد ولم يعرف الكثير عن تفاصيل المعركة لكن تم هزم جميع طاقم جيكو موريا من قبل كايدو

و خلال الاربع سنوات الماضية، تعاون كايدو مع الشيشيبوكاي دوفلامنجو وتابعه العالم سيزر كلاون ليتم تمويله بفواكه الشيطان لصنع جيش كامل من اكلة فاكهة الشيطان.

### أحداث المارينفورد
عندما كان إدوراد نيوجيت ذاهبا لإنقاذ عضو طاقمه بورتجاس دي إيس من الإعدام في ساحة المارينفورد، حاول كايدو الذهاب وقتل نيوجيت ولكن قام شانكس بإعتراضه، ووصل شانكس إلى المارينفورد وقام بانهاء الحرب.

### أحداث دريسروزا
عندما علم كايدو من قبل أحد اتباعه عن هزيمة دوفلامنجو وتدمر مصنع السمايل، فقد كايدو أعصابه حيث انه لم يسمع من أحد وقد كان عازما على الانتحار وقد ذهب إلى جزيرة السماء التي تبلغ ارتفاعها عشرة آلاف متر عن الأرض بطريقة ما لم يتم الكشف عنها ربما كانت فاكهة الشيطان أو شئ اخر، وقد شاهده الراهب آوروج وهو يرمي نفسه من هناك، وقد سقط على جزيرة قراصنة يوستاس كيد، وعندما نهض وجد نفسه وجها لوجه مع كل من كيد، باسيل هوكينز وسكراتشمان آبو، وعندما علم دوفلامنجو بالأمر بدأ يصرخ وقد بدأ إستعداده للحرب الواسعة التي قد تدمر العالم كله مثل حرب القمة.
وأتضح لاحقًا أن سقوط كايدو على تلك الجزيرة بالذات لم تكن مصادفة، بل كانت خطة من الخائن سكراتشمان آبو الذي كان حليفًا لكايدو من قبل، وأوقع بكيد وهاوكينز تحت قبضة كايدو، حيث خيرهم كايدو إما أن يخضعوا له أو يجلدهم ويصبحوا من طاقمه رغمًا عن أنوفهم!.

## معاركه
- كايدو ضد موريا 
النتيجة: خسارة موريا 
- كايدو ضد شارلوت لينلين (البيق مام) 
النتيجة: تحالف الطرفين
- كايدو ضد مونكي دي لوفي
النتيجة: فوز كايدو بضربة واحدة
- كايدو ضد كوزوكي اودين
النتيجة: فوز كايدو
- كايدو ضد مونكي دي لوفي
النتيجة: فوز لوفي وخسارة كايدو

## هوامش
- كايدو هو أحد أقوى خمس شخصيات في ون بيس.
- كايدو هو اقوى مخلوق بالعالم.
- كايدو يمتلك فاكهة التنين